# Partecipanti al Giro di Polonia 2021
Elenco dei partecipanti al Giro di Polonia 2021.
Il Giro di Polonia 2021 è stato la settantottesima edizione della corsa. Alla competizione presero parte 22 squadre: le 19 con licenza UCI World Tour 2021, 2 UCI ProTeam e una selezione nazionale.
Partenza con 151 ciclisti accreditati.

## Corridori per squadra
Nota: R ritirato, NP non partito, FT fuori tempo, SQ squalificato
| Deceuninck-Quick Step              | Deceuninck-Quick Step              | Deceuninck-Quick Step              | AG2R Citroën Team      | AG2R Citroën Team      | AG2R Citroën Team      | Astana-Premier Tech | Astana-Premier Tech | Astana-Premier Tech |
| ---------------------------------- | ---------------------------------- | ---------------------------------- | ---------------------- | ---------------------- | ---------------------- | ------------------- | ------------------- | ------------------- |
| N°                                 | Ciclista                           | Clas.                              | N°                     | Ciclista               | Clas.                  | N°                  | Ciclista            | Clas.               |
| 1                                  | João Almeida                       | 1°                                 | 11                     | Tony Gallopin          | 16°                    | 21                  | Manuele Boaro       | 95°                 |
| 2                                  | Rémi Cavagna                       | 34°                                | 12                     | Clément Berthet        | 14°                    | 22                  | Evgenij Fëdorov     | 112°                |
| 3                                  | Tim Declercq                       | 44°                                | 13                     | Anthony Jullien        | 132°                   | 23                  | Davide Martinelli   | 130°                |
| 4                                  | Ian Garrison                       | 138°                               | 14                     | Nans Peters            | 70°                    | 24                  | Vadim Pronskij      | 33°                 |
| 5                                  | Álvaro Hodeg                       | 127°                               | 15                     | Gijs Van Hoecke        | 72°                    | 25                  | Matteo Sobrero      | 63°                 |
| 6                                  | Mikkel Honoré                      | 5°                                 | 16                     | Andrea Vendrame        | 39°                    | 26                  | Nikita Stal'nov     | 98°                 |
| 7                                  | Stijn Steels                       | 139°                               | 17                     | Lawrence Warbasse      | 65°                    | 27                  | Jonas Gregaard      | 24°                 |
| Bahrain Victorious                 | Bahrain Victorious                 | Bahrain Victorious                 | Bora-Hansgrohe         | Bora-Hansgrohe         | Bora-Hansgrohe         | Cofidis             | Cofidis             | Cofidis             |
| N°                                 | Ciclista                           | Clas.                              | N°                     | Ciclista               | Clas.                  | N°                  | Ciclista            | Clas.               |
| 31                                 | Phil Bauhaus                       | 88°                                | 41                     | Pascal Ackermann       | R 1ª                   | 52                  | Tom Bohli           | 133°                |
| 32                                 | Eros Capecchi                      | 109°                               | 42                     | Giovanni Aleotti       | 11°                    | 53                  | Attilio Viviani     | 82°                 |
| 33                                 | Dylan Teuns                        | 8°                                 | 43                     | Maciej Bodnar          | 56°                    | 54                  | Rubén Fernández     | 20°                 |
| 34                                 | Kevin Inkelaar                     | 91°                                | 44                     | Marcus Burghardt       | R 1ª                   | 55                  | Fabio Sabatini      | 129°                |
| 35                                 | Heinrich Haussler                  | NP3ª                               | 45                     | Matteo Fabbro          | NP4ª                   | 56                  | Natnael Berhane     | 71°                 |
| 36                                 | Matej Mohorič                      | 2°                                 | 46                     | Lukas Pöstlberger      | 102°                   |                     |                     |                     |
| 37                                 | Marcel Sieberg                     | 140°                               | 47                     | Michael Schwarzmann    | 93°                    |                     |                     |                     |
| EF Education-Nippo                 | EF Education-Nippo                 | EF Education-Nippo                 | Groupama-FDJ           | Groupama-FDJ           | Groupama-FDJ           | Ineos Grenadiers    | Ineos Grenadiers    | Ineos Grenadiers    |
| N°                                 | Ciclista                           | Clas.                              | N°                     | Ciclista               | Clas.                  | N°                  | Ciclista            | Clas.               |
| 61                                 | Daniel Arroyave                    | 101°                               | 71                     | William Bonnet         | 136°                   | 81                  | Andrey Amador       | 77°                 |
| 62                                 | Fumiyuki Beppu                     | 119°                               | 72                     | Clément Davy           | 122°                   | 82                  | Owain Doull         | 69°                 |
| 63                                 | Julien El Fares                    | 59°                                | 73                     | Antoine Duchesne       | 75°                    | 83                  | Tao Geoghegan Hart  | 54°                 |
| 64                                 | Sebastian Langeveld                | 111°                               | 74                     | Fabian Lienhard        | 81°                    | 84                  | Michał Gołaś        | 106°                |
| 65                                 | Logan Owen                         | 38°                                | 75                     | Romain Seigle          | 18°                    | 85                  | Gianni Moscon       | 120°                |
| 66                                 | Tom Scully                         | NP2ª                               | 76                     | Jake Stewart           | 52°                    | 86                  | Michał Kwiatkowski  | 3°                  |
| 67                                 | Julius van den Berg                | 124°                               | 77                     | Attila Valter          | 55°                    | 87                  | Luke Rowe           | 92°                 |
| Intermarché-Wanty-Gobert Matériaux | Intermarché-Wanty-Gobert Matériaux | Intermarché-Wanty-Gobert Matériaux | Israel Start-Up Nation | Israel Start-Up Nation | Israel Start-Up Nation | Jumbo-Visma         | Jumbo-Visma         | Jumbo-Visma         |
| N°                                 | Ciclista                           | Clas.                              | N°                     | Ciclista               | Clas.                  | N°                  | Ciclista            | Clas.               |
| 91                                 | Biniam Girmay                      | 32°                                | 101                    | Patrick Bevin          | NP2ª                   | 111                 | David Dekker        | 94°                 |
| 92                                 | Quinten Hermans                    | 17°                                | 102                    | Jenthe Biermans        | 36°                    | 112                 | Pascal Eenkhoorn    | 10°                 |
| 93                                 | Andrea Pasqualon                   | 61°                                | 103                    | Matthias Brändle       | 123°                   | 113                 | Jos van Emden       | 99°                 |
| 94                                 | Lorenzo Rota                       | 12°                                | 104                    | Alessandro De Marchi   | 51°                    | 114                 | George Bennett      | 19°                 |
| 95                                 | Taco van der Hoorn                 | 128°                               | 105                    | Alexis Renard          | 62°                    | 115                 | Christoph Pfingsten | 47°                 |
| 96                                 | Pieter Vanspeybrouck               | 114°                               | 106                    | Hugo Hofstetter        | 87°                    | 116                 | Antwan Tolhoek      | NP4ª                |
| 97                                 | Georg Zimmermann                   | 35°                                | 107                    | Norman Vahtra          | 134°                   | 117                 | Olav Kooij          | 125°                |
| Movistar Team                      | Movistar Team                      | Movistar Team                      | Team BikeExchange      | Team BikeExchange      | Team BikeExchange      | Lotto Soudal        | Lotto Soudal        | Lotto Soudal        |
| N°                                 | Ciclista                           | Clas.                              | N°                     | Ciclista               | Clas.                  | N°                  | Ciclista            | Clas.               |
| 121                                | Jorge Arcas                        | 68°                                | 131                    | Kaden Groves           | SQ3ª                   | 141                 | Filippo Conca       | 48°                 |
| 122                                | Dario Cataldo                      | 45°                                | 132                    | Tanel Kangert          | 15°                    | 142                 | Xandres Vervloesem  | 60°                 |
| 123                                | Iván García Cortina                | 96°                                | 133                    | Alexander Konychev     | 89°                    | 143                 | John Degenkolb      | 79°                 |
| 124                                | Gabriel Cullaigh                   | 78°                                | 134                    | Michael Hepburn        | R 5ª                   | 144                 | Kobe Goossens       | 27°                 |
| 125                                | Matteo Jorgenson                   | 113°                               | 135                    | Barnabás Peák          | 58°                    | 145                 | Tomasz Marczyński   | 83°                 |
| 126                                | Einer Rubio                        | 23°                                | 136                    | Tsgabu Grmay           | 40°                    | 146                 | Stefano Oldani      | 25°                 |
| 127                                | Davide Villella                    | 28°                                | 137                    | Dion Smith             | 13°                    | 147                 | Tim Wellens         | 6°                  |
| Team DSM                           | Team DSM                           | Team DSM                           | Team Qhubeka NextHash  | Team Qhubeka NextHash  | Team Qhubeka NextHash  | Trek-Segafredo      | Trek-Segafredo      | Trek-Segafredo      |
| N°                                 | Ciclista                           | Clas.                              | N°                     | Ciclista               | Clas.                  | N°                  | Ciclista            | Clas.               |
| 151                                | Nikias Arndt                       | 64°                                | 161                    | Carlos Barbero         | 42°                    | 171                 | A. Gebreigzabhier   | 43°                 |
| 152                                | Romain Combaud                     | 49°                                | 162                    | Sean Bennett           | 90°                    | 172                 | Emīls Liepiņš       | 104°                |
| 153                                | Jai Hindley                        | 7°                                 | 163                    | Simon Clarke           | 85°                    | 173                 | Ryan Mullen         | 97°                 |
| 154                                | Max Kanter                         | 100°                               | 164                    | Kilian Frankiny        | R 1ª                   | 174                 | Charlie Quarterman  | 118°                |
| 155                                | Niklas Märkl                       | 103°                               | 165                    | Robert Power           | 137°                   | 176                 | Edward Theuns       | 76°                 |
| 156                                | Nicolas Roche                      | 37°                                | 166                    | Max Walscheid          | 126°                   | 177                 | Antonio Tiberi      | R 7ª                |
| 157                                | Florian Stork                      | 131°                               | 167                    | Łukasz Wiśniowski      | 80°                    |                     |                     |                     |
| UAE Team Emirates                  | UAE Team Emirates                  | UAE Team Emirates                  | Alpecin-Fenix          | Alpecin-Fenix          | Alpecin-Fenix          | Gazprom-RusVelo     | Gazprom-RusVelo     | Gazprom-RusVelo     |
| N°                                 | Ciclista                           | Clas.                              | N°                     | Ciclista               | Clas.                  | N°                  | Ciclista            | Clas.               |
| 181                                | Mikkel Bjerg                       | 117°                               | 191                    | Ben Tulett             | 9°                     | 201                 | Il'nur Zakarin      | 22°                 |
| 182                                | Alessandro Covi                    | 21°                                | 192                    | Xandro Meurisse        | 31°                    | 202                 | Denis Nekrasov      | 26°                 |
| 183                                | Fernando Gaviria                   | 116°                               | 193                    | Jonas Rickaert         | 50°                    | 203                 | Artëm Nyč           | 73°                 |
| 184                                | Marco Marcato                      | 108°                               | 194                    | Silvan Dillier         | 30°                    | 204                 | Pavel Kočetkov      | 84°                 |
| 185                                | Maximiliano Richeze                | 121°                               | 195                    | Kristian Sbaragli      | 29°                    | 205                 | Marco Canola        | 66°                 |
| 186                                | Oliviero Troia                     | 135°                               | 196                    | Senne Leysen           | 53°                    | 206                 | Evgenij Šalunov     | 57°                 |
| 187                                | Diego Ulissi                       | 4°                                 | 197                    | Lionel Taminiaux       | 105°                   | 207                 | Igor' Boev          | 110°                |
| Selezione polacca                  |                                    |                                    |                        |                        |                        |                     |                     |                     |
| N°                                 | Ciclista                           | Clas.                              |                        |                        |                        |                     |                     |                     |
| 211                                | Stanisław Aniołkowski              | 115°                               |                        |                        |                        |                     |                     |                     |
| 212                                | Piotr Brożyna                      | 46°                                |                        |                        |                        |                     |                     |                     |
| 213                                | Michał Paluta                      | 86°                                |                        |                        |                        |                     |                     |                     |
| 214                                | Filip Maciejuk                     | 107°                               |                        |                        |                        |                     |                     |                     |
| 215                                | Łukasz Owsian                      | 67°                                |                        |                        |                        |                     |                     |                     |
| 216                                | Maciej Paterski                    | 41°                                |                        |                        |                        |                     |                     |                     |
| 217                                | Patryk Stosz                       | 74°                                |                        |                        |                        |                     |                     |                     |